# Trismegistia malayana
Trismegistia malayana là một loài rêu trong họ Sematophyllaceae. Loài này được H. Akiy. mô tả khoa học đầu tiên năm 2010.